# Más médicos

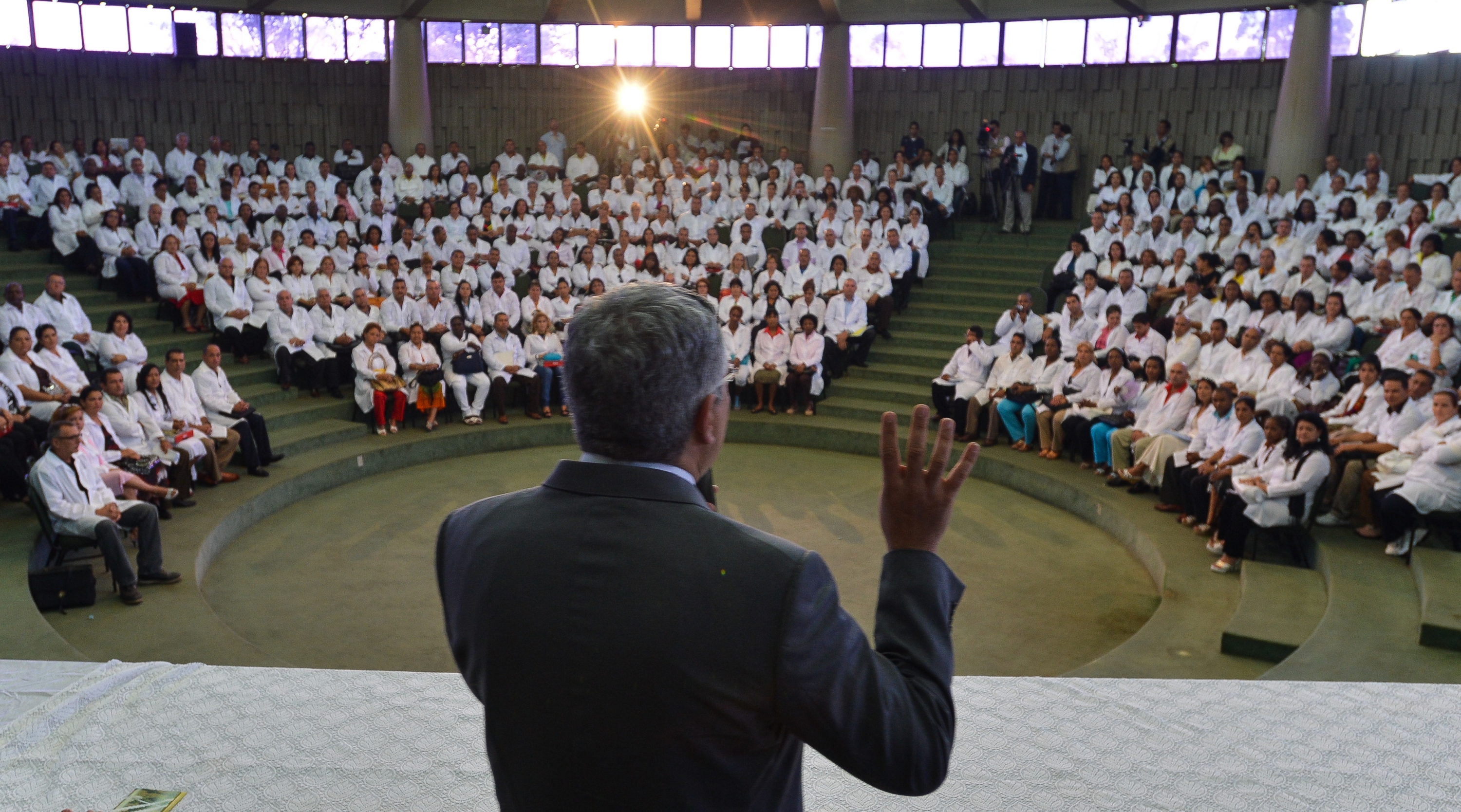
El ministro de la Salud, Alexandre Padilha, participa de la clase inaugural de evaluación de los profesionales cubanos para la segunda etapa del Programa Más Médicos.

Más médicos (portugués: Mais médicos) es un programa lanzado en 8 de julio de 2013 por el gobierno de Dilma Rousseff, cuyo objetivo es suplir la carencia de médicos en los municipios del interior y en las periferias de las grandes ciudades de Brasil. El programa pretendía llevar 15 mil médicos para las áreas donde faltan estos profesionales de la salud. El formato de la "importación" de médicos de otros países fue blanco de duras críticas de asociaciones representantes de los médicos, de la sociedad civil, de estudiantes del área de la salud e inclusive del Ministerio Público del Trabajo.

## Antecedentes
Antes de la llegada de los profesionales extranjeros, lo Brasil poseía 388.015 médicos,  correspondiendo a 2 médicos para cada mil habitantes  En comparación, ese índice es de 3,2 en la Argentina, 4 en Portugal, 2,6 en los Estados Unidos de América, 1,9 en Corea del Sur y 2 en Japón. Este número era considerado bueno, pero había en el país una distribución desigual de médicos por región, siendo 22 estados los que poseían un índice inferior a la media nacional y solo 8% de los médicos estaban en municipios con población inferior a 50 mil habitantes, que suman 90% de las ciudades brasileñas. Mientras el Distrito Federal y los estados de São Paulo y Río de Janeiro poseían tasas más altas que la media nacional – 4,09, 3,62 y 2,64 médicos por mil habitantes, respectivamente –, los estados de Maranhão, Pará y Amapá ni siquiera tenían un médico cada 100 mil habitantes, con tasas de 0,71, 0,84 y 0,95 respectivamente. E incluso en los municipios pequeños de São Paulo y Río de Janeiro faltaban profesionales.
Para intentar resolver el problema, el gobierno federal inicialmente creó, en 2011, el Programa de Valorización de los Profesionales de la Atención Básica (Provab) La idea era atraer médicos recién formados las regiones carentes ofreciéndoles una beca de R$ 8 mil. Cerca de 3.000 ayuntamientos solicitaron 13 mil médicos, pero solo 4.392 profesionales se inscribieron y, de esos, solamente 3.800 firmaron contrato. En otras palabras, solo 29% de las vacantes abiertas fueron llenadas. En mayo de 2013, el Ministerio de la Salud anunció que hace un año venía estudiando una política para llevar médicos extranjeros hasta esas regiones y minimizar el déficit de profesionales en áreas carentes. La estrategia es vista por el gobierno como una alternativa de corto plazo, hasta que las acciones de ampliación de la formación de médicos den resultados.
Entre 1998 y 2003, el gobierno del Tocantins adoptó un programa para llevar médicos cubanos a las áreas más remotas del estado. A la época, la revista Veja publicó materia con tono favorable al programa del gobierno tocantinense (en la edición de 20 de octubre de 1999), llegando a criticar el Consejo Federal de Medicina por abrir una acción en el Ministerio Público pidiendo el fin del convenio con el gobierno de Cuba. Actualmente, sin embargo, la revista se posicionó contra el programa Más Médicos, afirmando que Cuba tendría uno de los peores sistemas de salud del mundo y que el programa "va a inundar lo Brasil con espías comunistas". La afirmación sobre la situación de la salud pública en Cuba es desmentida por el reportaje de 1999 de la propia revista, que afirma no haber casos de leishmaniasis en la isla.

## El programa

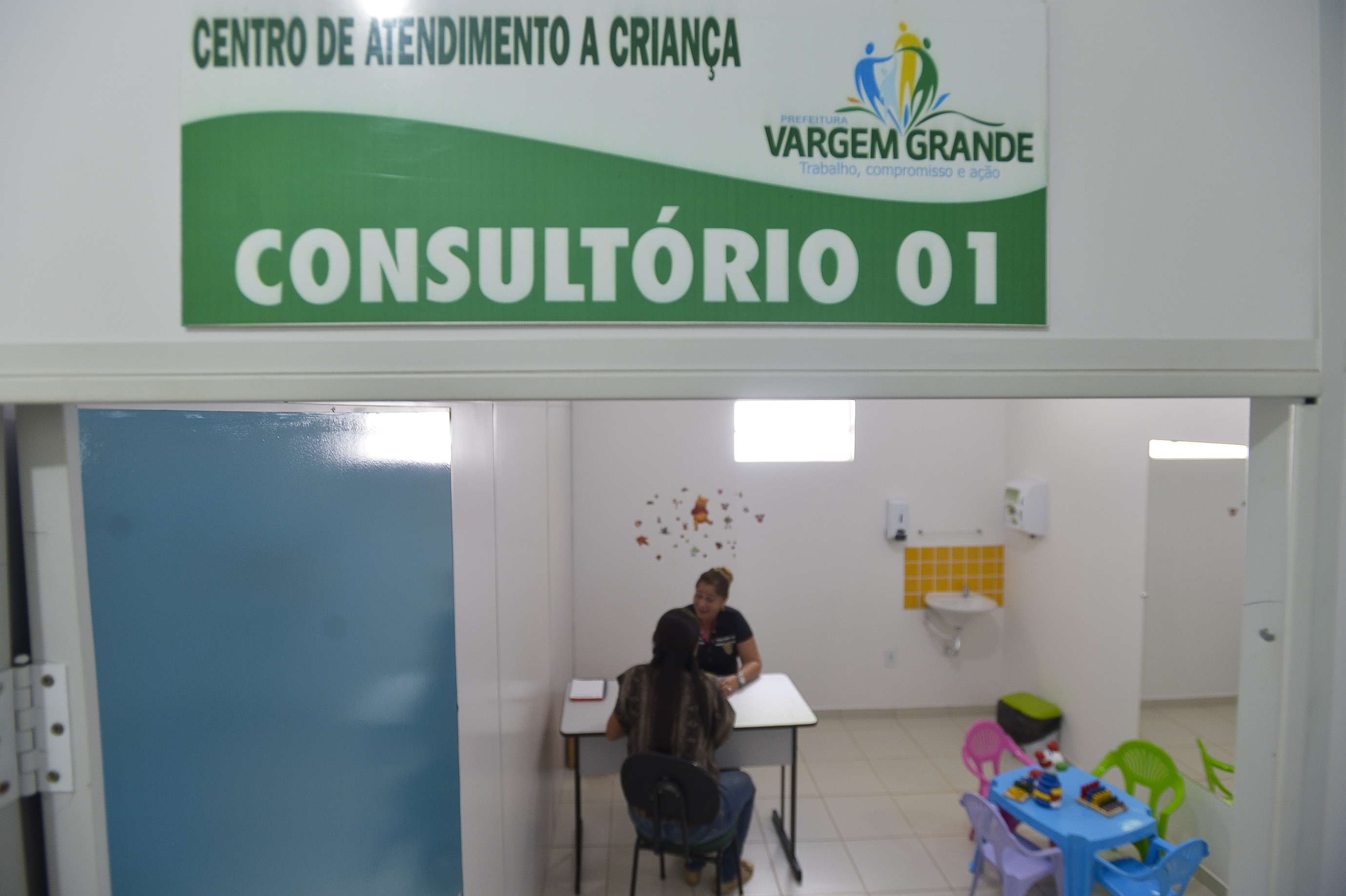
La médica cubana Josefa Rebeca Rodríguez presta atención en el municipio de Vargem Grande. Foto: Marcello Pareja Jr./Abr

Lanzado en 8 de julio de 2013 por la presidenta Dilma Rousseff, el programa Más Médicos tiene dos ejes.El primero es contratar médicos, brasileños o extranjeros, en la red pública de salud de municipios del interior y en las periferias de las grandes ciudades. El segundo era ampliar el curso de medicina en dos años – propuesta ya flexibilizada por el propio gobierno frente a una avalancha de críticas. Después de la primera fase, destinada a la inscripción de médicos formados en Brasil o que ya tienen autorización para actuar en el país para trabajar en los locales donde hay pocos profesionales haber atendido solo 6% de la demanda, fueron abiertas las inscripciones para médicos que actúan en el exterior. Los médicos extranjeros deberán pasar tres semanas bajo evaluación de una universidad antes de trabajar. El gobierno va costear el pasaje de los seleccionados a Brasil. El programa tendrá validez de tres años, siendo prorrogable por tres más.
Según el Ministerio de la Salud, los profesionales brasileños tuvieron prioridad en la selección de las vacantes ofertadas. Las vacantes remanentes fueron ofertadas en principio a los brasileños graduados en el exterior y enseguida a los extranjeros. Los médicos con diplomas del exterior van a actuar con autorización profesional provisional, restringida a la atención básica y a las regiones donde serán asignados por el programa. La jornada de trabajo será de 40 horas semanales, para las cuales los médicos tendrán derecho a una beca de R$ 10 mil, pagada por el Ministerio de la Salud. Además de eso, los profesionales tendrán ayuda monetaria para vivienda y alimentación, bajo responsabilidad de los municipios. Los profesionales cubanos, sin embargo, forman parte de un régimen de contratación diferenciado. Mientras portugueses, argentinos y españoles se inscribieron voluntariamente en el programa, los cubanos actúan como prestadores de servicio de un paquete vendido por el gobierno de Cuba al Ministerio de la Salud bajo intermediación de la Organización Pan-Americana de la Salud de la Organización Mundial de la Salud (OPAS/OMS). El salario recibido por ellos era inicialmente de US$ 1 mil y era pagado directamente al gobierno de Cuba, que, por su parte, pagaba solo 40% de ese dinero (US$ 400) a los médicos, lo que suscitó críticas de asociaciones médicas y de la oposición.
En el inicio de 2014, después de apertura de una investigación por el Ministerio Público del Trabajo, el Gobierno Federal anunció que los médicos cubanos pasarán a recibir US$ 1.245 (cerca de R$ 2.900), además de la ayuda vivienda y alimentación. A partir de marzo de 2014, los profesionales cubanos pasaron a tener derecho a US$ 845, siendo que los US$ 400 restantes serán pagados al gobierno cubano. Según el ministro de la Salud Arthur Chioro, el aumento no representó un gasto adicional para Brasil: "No hay ningún centavo adicional del gobierno brasileño, es el mismo recurso que ahora pasa a ser transferido [para el profesional] por el gobierno cubano. Lo que hubo fue una negociación de la presidente Dilma con el gobierno cubano".

## Recepción

### Investigaciones de opinión
En junio de 2013, según el Datafolha, 47% de la población era favorable al programa y 48% era contraria. En la investigación de agosto del mismo instituto, los favorables pasaron a sumar 54% de la población y los desfavorables pasaron a representar 40%. Ya según investigación del instituto MDA, encomendada por la Confederación Nacional del Transporte y realizada en septiembre, 73,9% de la población es a favor de la venida de médicos extranjeros al país. Según levantamiento del Instituto de Ciencia, Tecnología y Calidad (ICTQ), 61% de los puerto-alegrenses apoyan el programa, siendo que la media de todas las 16 capitales investigadas es del 33%. Otra investigación, del Instituto Methodus, indica que 59,3% de los gaúchos (originarios de Porto Alegre) aprueban el Más Médicos. Según la página web Brasil 247, el programa Más Médicos fue el principal factor que ayudó a la presidenta Dilma Rousseff a recuperar su popularidad, que alcanzó el nivel más bajo después de las protestas de junio de 2013.

### Entidades médicas
El programa Más Médicos fue recibido de manera negativa por las entidades médicas. A finales de julio, una serie de manifestaciones y paralizaciones fueron convocadas como forma de protesta al programa. En 23 de agosto de 2013, la Asociación Médica Brasileña (AMB) y el Consejo Federal de Medicina (CFM) entraron con una acción en el Supremo Tribunal Federal (STF) para suspender el programa. En la petición, las entidades alegan que la contratación de profesionales formados en otros países sin que sean aprobados en el Examen Nacional de Revalidação de Diplomas (Revalida) es ilegal. "La medida retira de los consejos regionales de Medicina la cualificación para evaluar la calidad profesional del médico intercambista, en la medida en que suprime la posibilidad de fiscalizar el ejercicio profesional por medio del análisis documental para el ejercicio de la medicina", informa el documento. Las entidades aún dicen que la medida del gobierno promueve el ejercicio ilegal de la medicina: "la pretensión del gobierno federal no garantiza políticas públicas de calidad y tiene el poder de permitir el ejercicio irregular e ilegal de la medicina en Brasil, he ahí que es sabido de todos que no existe revalidación".
En 23 de agosto de 2013, el presidente del Consejo Regional de Medicina de Minas Gerais (CRM-MG), João Batista Gomes Suenes, dijo que los médicos brasileños no deberían "socorrer" ni ser "padrinhos" de profesionales extranjeros. Él llegó a declarar que iría "a orientar mis médicos a no socorrer errores de los compañeros cubanos". João Batista Ribeiro, juez titular de la 5ª Vara Federal de Minas Generales, negó un pedido del CRM-MG para no conceder registro profesional a los médicos extranjeros. Según Ribeiro, la alegación de la entidad de que la medida provisional que instituye el programa Más Médicos era inconstitucional no procede. Aún cabe recurso a la acción. Durante una protesta organizada por el Sindicato de los Médicos del Ceará en 27 de agosto, los profesionales extranjeros fueron hostilizados en Fortaleza. Un médico intentó entrar en la escuela de salud pública donde 96 médicos participaban del curso de formación. Según el Ministerio de la Salud, los médicos extranjeros quedaron dentro del edificio durante dos horas sin poder salir. La protesta fue vista con un "acto de xenofobia" por un secretario del Ministerio de la Salud. Para el periodista Luís Nassif, con tales actos de hostilización a los médicos cubanos, "consiguieron tirar la imagen de la profesión al tacho de basura, presentándose para la izquierda como elitistas insensibles y para la derecha como corporativistas rancios".

### Políticos de la oposición
Lo Más Médicos fue cuestionado por el diputado federal Jair Bolsonaro (PP-RJ) llamando al cuestionamiento de la ética una vez que trata el asunto de la asistencia de base, que es propio de la enfermería y no del médico, en un mandado de seguridad que estuvo bajo la relatoria del ministro del STF Marco Aurélio Mello. Además de eso, el líder del PSDB en la Cámara, Carlos Sampaio (SP), afirmó que va a pedir que el Ministerio Público del Trabajo haga el acompañamiento del programa y de los profesionales que serán contratados por el gobierno brasileño en cuanto al saludo de la legislación. Él también defiende la realización del Revalida por los médicos extranjeros. El presidente del PSDB, el senador minero Aécio Nieves criticó a la presidenta Dilma Rousseff por haber vetado la enmienda de la oposición que establecía carrera específica para los profesionales del programa, a través de concurso público, garantizando a ellos progresión, y asegurando que los beneficios del programa fueran garantizados a la población por largo plazo.

### Organización Mundial de la Salud
La OPAS/OMS informó, a finales de julio de 2013, que ve con entusiasmo el lanzamiento de Más Médicos por el gobierno brasileño. Según el órgano, la medida guarda coherencia con las resoluciones y recomendaciones de la OMS sobre la cobertura universal de salud, el fortalecimiento de la atención básica y primaria en el sector y la equidad en la atención a la salud de la población. Para la OPAS/OMS, son correctas las medidas de llevar médicos, a corto plazo, para comunidades alejadas y de crear, a mediano plazo, nuevas facultades de medicina y ampliar la matrícula de estudiantes de regiones más deficientes, así como el número de residencias médicas. En consonancia con el órgano, países que tienen los mismos problemas que lo Brasil están analizando los resultados de la implementación de medidas semejantes.
Una nota firmado por el Instituto Teotônio Vilela, conectado al PSDB, afirmó que el apoyo de la OPAS/OMS al Más Médicos sirvió solo como un "verniz de mayor seriedad" a la implementación del programa que, según el texto, fomentará la servidumbre de los médicos cubanos. La BBC Brasil pidió a la abogada especializada en derecho laboral, Gláucia Massoni, que analizara el documento firmado entre el gobierno y la OPAS/OMS. Según ella, el programa tiene seguridad jurídica, una vez que "los médicos vienen como intercambistas, no hay relación de empregador y empleado, no hay CLT".

## Cuba y el programa "Más médicos"

### Organización Pan-Americana de Salud
El Periódico de la Band divulgó grabaciones de una reunión anterior al lanzamiento del “Más Médicos” en la cual asesores del Ministerio de la Salud y la actual coordinadora del programa en la Organización Panamericana de Salud (OPAS) discutieron formas de enmascarar el programa con el objetivo de ayudar al gobierno cubano, reservando la mayor parte del presupuesto para los profesionales de Cuba.

### Salida de Cuba del programa
El día 14 de noviembre de 2018 por medio de una nota divulgada por el Ministerio de Salud de Cuba, se anunció la salida del programa Más Médicos. Según el gobierno cubano, las causas del retiro han sido las amenazas a las alteraciones en los términos de la cooperación impuestas por el nuevo presidente Jair Bolsonaro, quien denunció el sistema de explotación y trata del mismo, anunciando una contratación directa de los médicos, con la exigencia a la revalidación de diplomas en Brasil. El personal cubano sometido a trata y explotación por parte del gobierno cubano fue desligado completamente del programa el día 20 de noviembre de 2018. Según datos del propio presidente cubano Miguel Díaz-Canel, de un total de 8471 profesionales de la salud que participaban en el programa, 836 decidieron en los términos del gobierno cubano "desertar", término que ratifica el sistema de trata al que estaban sometidos por no regresar a Cuba y considerarlos esa dictadura una propiedad más del Estado.
Actualmente se estudian demandas por trata de personas y explotación laboral ante instancias internacionales, tanto contra el gobierno de Cuba, como contra para la presidenta Dilma Rousseff, que elevó a tratado dicho sistema de explotación.